# Предборська Ірина Михайлівна
Іри́на Миха́йлівна Предбо́рська (до шлюбу Козло́ва; * 11 червня 1952, Проскурів) — українська філософка. Доктор філософських наук (1996).

## Біографія
1974 року закінчила історичний факультет Кам'янець-Подільського педагогічного інституту (нині Кам'янець-Подільський національний університет імені Івана Огієнка).
Закінчивши інститут, працювала в Хмельницькому в середній школі № 5.Далі перейшла на роботу в Хмельницький технологічний інститут побутового обслуговування. Навчалася в аспірантурі при Київському університеті. 1982 року захистила дисертацію і здобула науковий ступінь кандидата філософських наук.
У 1991—1994 роках навчалася в докторантурі при Київському університеті. 1996 року захистила докторську дисертацію «Теорія соціальної зміни: соціально-філософський аналіз».
Була проректоркою з наукової роботи Хмельницького гуманітарно-педагогічного інституту. 
Від 2008 р. професор кафедри соціальної філософії та філософії освіти Національного педагогічного університету імені Михайла Драгоманова.